# Smyrnium perfoliatum
Smyrnium perfloliatum је вишегодишња зељаста биљка из породице штитоноша, (лат. Apiaceae). Висине је око 1 м. Цвета у периоду од априла до јуна.

## Опис
Корен је дебео, меснат, као код репе и беличасте је боје. Стабло је браздаста. Приземни листови су смештени на дршкама, неколико пута перасто дељени, док су горњи седећи, срцасти.  Цветови су жућкасте боје, груписани у штитасте цвасти. Чашица је врло малих димензија, док је круница овална, ушиљена. Цваст је без омотача и заштитних листића. Плод је шизокарпијум, величине око 3 до 4 мм, црне боје када сазри.

## Ареал распрострањења
Аутохтоно расте на каменитим и стеновитим стаништима на подручју приморја, ивицама шума, пашњацима, брдима у Јужном делу Европе. Не успева на тлу које је киселе средине.

## Расејавање и размножавање
Расејава се ветром, док се размножава семеном или вегетативно.

## Таксономија
Род Smyrnium је представљен још двема сличним врстамаː Smyrnium rotundifolium i Smyrnium olusatrum.
Smyrnium rotundifolium има горње нережњевите листове.
Smyrnium olusatrum има доње листове вишеструко режњевите.

## Галерија
- цваст
- лист